# George Singleton
George Wilfard Singleton jr. (Kershaw, 9 luglio 1961) è un ex cestista statunitense, professionista in Spagna, Italia e Grecia.

## Carriera
Venne selezionato dai Los Angeles Lakers al terzo giro del Draft NBA 1984 (69ª scelta assoluta).